# Oakley, Kansas
Oakley là một thành phố thuộc quận Logan, tiểu bang Kansas, Hoa Kỳ. Năm 2010, dân số của xã này là 2045 người.

## Dân số
Dân số các năm:
- Năm 2000: 2173 người
- Năm 2010: 2045 người